# Фара-Джера-д'Адда
Фара-Джера-д'Адда (італ. Fara Gera d'Adda) — муніципалітет в Італії, у регіоні Ломбардія,  провінція Бергамо.
Фара-Джера-д'Адда розташована на відстані близько 470 км на північний захід від Рима, 29 км на схід від Мілана, 20 км на південний захід від Бергамо.
Населення — 7975 осіб (2014).
Щорічний фестиваль відбувається 26 серпня. Покровитель — святий Алессандро.

## Демографія
Населення за роками:

Станом на 1 січня 2023 року в муніципалітеті офіційно проживав 771 іноземець з 52 країн, серед них 218 громадян країн Євросоюзу та 33 громадяни України.

## Сусідні муніципалітети
- Каноніка-д'Адда
- Кассано-д'Адда
- Понтіроло-Нуово
- Тревільйо
- Вапріо-д'Адда